# Cha Cha Cha (Lied)

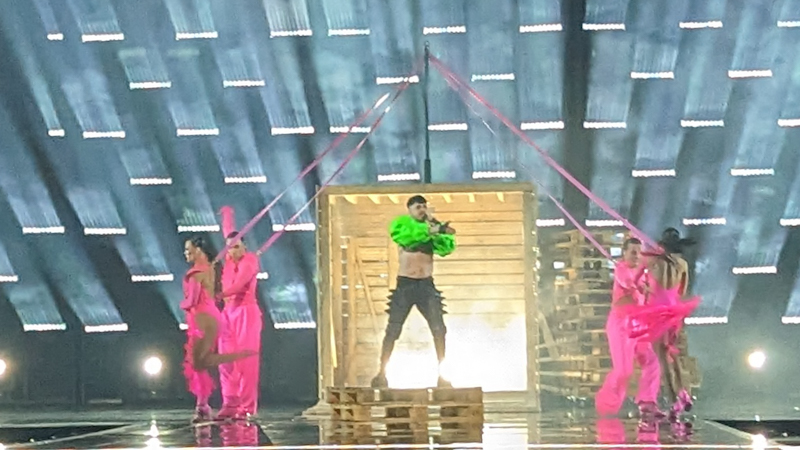
Käärijä performt den Song "Cha Cha Cha" auf der Bühne bei der Generalprobe für das Finale des Eurovision Song Contest 2023, das am 12. Mai 2023 in der Liverpool Arena in Liverpool, Vereinigtes Königreich, stattfindet, und vertritt Finnland.

Cha Cha Cha ist ein Lied des finnischen Rappers und Sängers Käärijä. Mit dem Titel vertrat er Finnland beim Eurovision Song Contest 2023 in Liverpool.

## Hintergrund
Der Song in finnischer Sprache wurde von Käärijä selbst mit Johannes Naukkarinen, Aleksi Nurmi und Jukka Sorsa geschrieben. Es handelt sich um einen schnellen Elektropopsong mit einem eingängigen Refrain sowie Strophen mit Sprechgesang und Einflüssen aus dem Metal beziehungsweise Post-Hardcore. Zu dem Song wurden auch Plagiatsvorwürfe laut, er solle einem im Vorjahr in der Vorausscheidung vertretenen Titel von Electric Callboy ähneln, We Got the Moves. Im Songtext geht es um einen Protagonisten, der „im Club alle Kummer und Sorgen einfach vergessen und kräftig feiern will“.
Der Song wurde am 17. Januar 2023 veröffentlicht. Mit dem Titel siegte Käärijä beim nationalen Vorentscheid Uuden Musiikin Kilpailu 2023. Er erlangte sowohl bei der Jury als auch bei den Zuschauern den ersten Platz. Auch konnte er Platz eins der finnischen Charts erreichen.

## Beim Eurovision Song Contest
Finnland nahm mit dem Titel am 67. Eurovision Song Contest teil, der vom 9. bis 13. Mai 2023 stattfand. Cha Cha Cha wurde dem ersten Halbfinale zugelost, startete an letzter Stelle der 15 Teilnehmer und erreichte mit 177 Punkten den ersten Platz. Im Finale startete der Song mit der Startnummer 13 und erhielt 150 Punkte von der Jury. Mit 376 Punkten erhielt Cha Cha Cha die meisten Stimmen der Zuschauer, setzte sich jedoch mit einer Gesamtpunktzahl von 526 nicht gegen den schwedischen Beitrag Tattoo von Loreen mit insgesamt 583 Punkten durch und kam auf den zweiten Platz.

## Coverversionen
Am 5. Mai 2023 veröffentlichte Lord of the Lost, die Deutschland beim Eurovision Song Contest 2023 vertraten, eine Coverversion des Songs.

## Chartplatzierungen
| ChartsChartplatzierungen     | Höchstplatzierung | Wochen |
| ---------------------------- | ----------------- | ------ |
| Deutschland (GfK)            | 18 (2 Wo.)        | 2      |
| Finnland (IFPI)              | 1 (58 Wo.)        | 58     |
| Österreich (Ö3)              | 7 (3 Wo.)         | 3      |
| Schweiz (IFPI)               | 8 (2 Wo.)         | 2      |
| Vereinigtes Königreich (OCC) | 6 (4 Wo.)         | 4      |

## Auszeichnungen für Musikverkäufe
| Land/Region  | Auszeichnungen für Musikverkäufe (Land/Region, Auszeichnung, Verkäufe) | Verkäufe |
| ------------ | ---------------------------------------------------------------------- | -------- |
| Polen (ZPAV) | Platin                                                                 | 50.000   |
| Insgesamt    | 1× Platin ·                                                            | 50.000   |